# M809
5-тонна вантажівка серії M809 6x6 (G908) сімейство важких тактичних вантажівок, створених для Збройних сил Сполучених Штатів. Базова версія була розроблена для транспортування 5-тонного (4500 кг) вантажу завдовжки 4,3 м по будь-якій місцевості за будь-якої погоди. У дорожній експлуатації вага вантажу була збільшена вдвічі. Створені AM General, вони перетворилися на серію M939.

## Історія
Наприкінці 1960-х армія США потребувала більше 5-тонних (4536 кг) вантажівок 6x6. Kaiser-Jeep розробили оновлену версію серії M39, яка була в експлуатації з 1951 року. Основною відмінністю була заміна двигуна на Cummins. Капот і решітку подовжили, щоб звільнити місце для довшого двигуна, а систему освітлення оновили відповідно до нових правил безпеки США. Усі вони мали повітроочисник на лівому крилі, за яким їх можна було відрізнити від попередньої серії M39.
Компанія Kaiser-Jeep отримала контракт на серію M809 DAAE06-69-C-0009 і збирала їх з 1969 по 1970 роки. У лютому 1970 року Kaiser-Jeep придбала American Motors Corporation, а 26 березня 1970 року Kaiser-Jeep було реорганізована в «Jeep Corporation». Заводи в Саут-Бенді, де будували серію M809, згодом стали «підрозділом загальних продуктів» Jeep Corporation. Трохи більше ніж через рік, 31 березня 1971 року, цей підрозділ General Products Division був виділений і став "AM-General", дочірньою компанією, що повністю належить American Motors Corporation. У 1974 році новий контракт на серію M809 було укладено з AM General, DAAE07-74-C-0120. Цей контракт охоплював вантажівки, виготовлені щонайменше протягом наступних 5 років. Компанія AM-General створювала всі вантажівки серії M809 між 1971 і 1982 роками. У 1982 році серію M809 було вдосконалено до серії M939. Перші 11 тисяч M939 були переробленими M809.

## Характеристики

### Двигун та трансмісія
Двигун Cummins NH250
У серії M809 використовувався двигун Cummins NHC250, атмосферний рядний 6-циліндровий дизельний двигун об’ємом 855 куб. дюймів (14,0 л), який розвивав 240 к.с. Всі моделі серії M809 використовували цей двигун протягом усього терміну експлуатації. Серія N була успішною комерційною конструкцією, з консервативною оцінкою двигун був потужнішим і менш навантаженим, ніж багатопаливний двигун Continental LDS-465, який використовувався в серії M39.
П’ятиступінчаста механічна коробка передач Dana-Spicer із синхронізованою схемою 6453 мала дуже низьку 1-шу, пряму 4-ю та підвищену передачу 5-ї. 2-швидкісна роздавальна коробка Rockwell-Standard також автоматично включала передню вісь, якщо задні колеса оберталися швидше, ніж передні, наприклад, коли задні колеса оберталися, на будь-якій передачі та в будь-якому діапазоні.

### Шасі
Серія M809 мала драбинну раму з трьома живими осями, передньою на листових ресорах і задньою тандемною на листових ресорах з установчими важелями.
Колісні бази були три (заміри ведуться від осьової лінії передньої осі до осьової лінії заднього тандему). Короткий, який використовувався для тягачів і відвалів, становив 4,24 м, довгий, який використовувався для вантажів, аварійних вантажів і балстерів, становив 4,55 м, а наддовгий, який використовувався для довгомірних вантажів, тракторних аварійників, і розширюваних фургонів становила 5,46 м.
Більшість моделей мали шини розміром 11,00x20 із подвійними задніми шинами. Деякі M813 мали 14,00x20 з одинарними задніми шинами, мостові вантажівки M821 мали 14,00x20 з подвійними задніми шинами. Евакуатор M819 мав розмір 12,00x20 зі здвоєними задніми колесами. Усі шини були двонаправленого військового зразка.
Гальма були повітряними над гідравлічними з барабанними гальмами на всіх колесах. Пневматичні гальмівні з'єднання в задній частині використовувалися для гальм причепа. M815, M818 і M819 мали окремі елементи керування для застосування гальм причепа окремо від робочих гальм.
Усі моделі M809 мали задню зчіпку і могли буксирувати причепи вагою 6 800 кг, за винятком M816, який міг буксирувати 9 100 кг. M818 і M819 могли буксирувати напівпричепи вагою 17 000 кг на своєму п’ятому колесі.
Багато серії M809 були оснащені передньою лебідкою вантажопідйомністю 9 100 кг, призначеною для самостійного відновлення. Лебідка важила 302 кг і додала 39 см дюймів до довжини вантажівки. M815 мав лебідку, розташовану посередині, а M816 — лебідку вантажопідйомністю 20 000 кг.
Була використана стандартна військова кабіна, розроблена REO для їх 2+1⁄2-тонного M35. Він мав розсувні двері з відкидними вікнами, відкидне лобове скло та знімний брезентовий дах. Можна встановити жорсткий дах.

## Моделі

### Вантажівки M813 і M814
M813 був стандартною вантажною версією серії. Він мав 4,3 м довгий ящик з низькими боками з нижніми відкидними дверима багажника. Бічні стійки, десантні сидіння та верхні носові частини з брезентом були стандартними. Передня лебідка була додатковою.
Стандартні сторони кузова могли закріпити вантаж, але не могли бути завантажені збоку за допомогою вилкових навантажувачів, тому кузов із боковими частинами був стандартизований як M813A1.
M814 з подовженою колісною базою мав короб довжиною 6,1 м. Версії M814 з боковим відкиданням не було, і жодна не мала десантних сидінь.

### Лісовоз M815 Bolster
Лісовоз M815 Bolster з причепом M796 використовувався для перевезення довгомірних вантажів, таких як колоди, стовпи, труби та секції мостів. Передня частина вантажу була закріплена на обертовій балці вантажівки, а задня частина вантажу була закріплена на причепі. Вантажівка і причіп мали трубчасту стрілу («виліт»), яка з’єднувала їх під вантажем. Коли вантажівка була розвантажена, причіп можна було завантажити на вантажівку. Вантажівка мала велику захисну стійку для кабіни та лебідки, встановлені спереду та посередині.

### M816 Середній евакуатор
Середня аварійна вантажівка M816 використовувалась для підйому несправних або застряглих вантажівок і підйому великих компонентів. Обертова, телескопічна та піднімальна гідравлічна стріла могла піднімати максимум 9 100 кг. Хоча вантажівка не була призначена для перевезення вантажу, стріла могла витримати 3200 кг під час буксирування.У них були 9 100 кг передні та 20 000 кг задні лебідки, аутригери, підкоси стріли, підпори, блоки та снасті, киснево-ацетиленові факели та інші автомобільні інструменти.

### М817 Самоскид
Самоскид М817 використовувався для вивезення піску, гравію, ґрунту, щебеню, брухту та інших сипучих матеріалів. Він мав самоскидний кузов об’ємом 3,8 м3 із захистом кабіни та дверима багажника, які можна було відкинути зверху або знизу. Звичайні вантажі є важкими за об’ємом, самоскидний кузов був меншим і важчим, ніж вантажний кузов. Вони могли бути оснащені верхніми носами, брезентом і десантними сидіннями, але відносно невеликі розміри кузова обмежували їх пасажирське або вантажне навантаження.

### Тягач M818
Вантажівки M818 Tractor використовувалися для буксирування напівпричепів вагою до 17 000 кг із 6 800 кг на їхньому п’ятому колесі. Напівтрактори/причепи повинні стояти на відносно рівній поверхні і не призначені для повного використання бездоріжжям. На покращених дорогах вони могли буксирувати до 25 000 кг з 11 000 кг на своєму п’ятому колесі.
M818 зазвичай буксирував 12-тонний 2-вісний причіп. Були кузови платформи, фургони, кузови-цистерни. Також використовувалися 6-тонні 2-вісні розширювані фургони та 6-тонні одноосьові фургони.

### M819 Середній аварійний тягач
Середній вантажний аварійний тягач M819 із подовженою колісною базою був евакуатором із сідлом, встановленим позаду стріли. Це дозволяє вантажівці завантажувати та буксирувати напівпричепи. Призначені для евакуації літаків, вони мали менший корпус і менше обладнання, ніж M816.У всіх була передня лебідка, п'яте колесо замінило задню лебідку. Як шкідник, стріла могла піднімати до 9 100 кг і мала довший радіус дії, ніж M816. Для трактора допустиме навантаження на зчіпне колесо становило 6 800 кг. Через високу власну вагу напівтягача використовувалися шини великого розміру 12,00x20, це була єдина модель, яка мала такий розмір.

### Розширювальний фургон M820
Вантажівка-фургон M820 Expansible мав кузов фургона довжиною 5,2 м із висувною секцією з кожного боку. Коли секції подовжені, ширина робочої підлоги становила майже 4,3 м. Корпус міг витримати 2300 кг комунікаційного обладнання. Обігрівачі та кондиціонери (крім M820A1) розташовувалися над кабіною. У M820A1 не було вікон і кондиціонера, у M820A3 і M820A4 були гідравлічні задні підйомні ворота. Жоден не мав передньої лебідки.

### М821 Мостовий транспортний візок
Вантажівка для транспортування мостів M821 мала кузов довжиною 6,1 м для перевезення мостового обладнання та компонентів. Ззаду вони мали ролик, який допомагав розвантажуватись, і невеликі лебідки збоку, щоб закріплювати вантаж. Для перевезення негабаритних вантажів можна було зняти боки кіл. Найбільші шини в серії, 14,00x20, використовувалися з подвійними задніми шинами.